# Омега (пляж)
Омега (укр. Омега) — оборудованный песчано-галечный пляж. Второй по величине и посещаемости пляж Севастополя. Расположен в Гагаринском районе города на берегу Круглой бухты.
Длина — 700 метров. Площадь около 3,5 га. Глубина у пляжа небольшая, до 5-8 м. Дно песчаное, с включениями глины и камней в средней части бухты.
Название пляжа связано с формой прилегающей бухты — Круглой, схожей по очертаниям с греческой буквой Омега.
На берегу пляжа организован прокат лодок, водных велосипедов и гидроциклов. В 1970-х на пляже были построены пирсы, на которые можно было добраться водным транспортом из Артиллерийской бухты. В настоящее время пирсы находятся в аварийном состоянии.